# Arturo Ruiz-Castillo
Arturo Ruiz-Castillo y Basala (Madrid, 9 de diciembre de 1910-Madrid, 18 de junio de 1994) fue un director de cine español.

## Biografía
Hijo del editor José Ruiz-Castillo (fundador de Biblioteca Nueva), se licenció en Ciencias Exactas por la Universidad de Madrid e inició estudios de Arquitectura, pero se dedicó profesionalmente al teatro y al cine. En 1932 participó, con Eduardo Ugarte y Federico García Lorca, en la fundación del grupo de teatro ambulante universitario La Barraca, en el que colaboró como técnico y dibujante. Muy activo en la escena cultural de la II República, impulsó los llamados camiones-librerías y organizó la Feria del Libro en Madrid en 1935.
Su labor como director de cine se inicia en 1933 con cortometrajes vanguardistas junto a Gonzalo Menéndez Pidal. 
Dirigió Cantando en las trincheras en 1937, en plena guerra de España. Su trabajo como director de documentales se prolongó hasta 1945. Con posterioridad creó la productora Horizonte Films y dirigió películas como Obsesión (1947), Las inquietudes de Shanti Andía (1947), El santuario no se rinde (1949), Catalina de Inglaterra (1951), La laguna negra (1952), Dos caminos (1954), Los ases buscan la paz (1955), El guardián del paraíso (1955), Pachín (1961) o El capitán O'Hara (1964).
Dirigió también la primera serie en la historia de la televisión de España: Los Tele-Rodríguez (1957), para TVE.

## Premios
Medallas del Círculo de Escritores Cinematográficos
| Año  | Categoría     | Películas                                | Resultado |
| ---- | ------------- | ---------------------------------------- | --------- |
| 1947 | Premio Gimeno | Las inquietudes de Shanti Andía Obsesión | Ganador   |